# Red FM
Red FM est une station de radio en langue anglaise privée en Malaisie qui diffuse dans la Péninsule Malaise et Singapour de 2001 à 2015. Elle est gérée par Star Media Radio Group, une filiale de Star Publications. Red FM commence à diffuser le 1er septembre 2001 et devient alors l'une des cinq stations de radio anglophones les plus écoutées de Malaisie.
Dans un sondage d'auditeurs de 2015 réalisé par Gfk, Red FM a commandé une audience hebdomadaire de 325 000, ce qui représente une expansion de 70%.
Le 9 septembre 2016, la société de télévision par satellite Astro a annoncé son intention d'acquérir à la fois Red FM et Capital FM  pour un prix de 42 millions de ringgit. Astro a l'intention de rebrancher et diffuser ces deux stations de radio via des plates-formes en ligne après l'acquisition. L'acquisition a été achevée le 30 décembre 2016 et ces stations appartiennent maintenant à Astro Radio.